# Berkshire (varken)

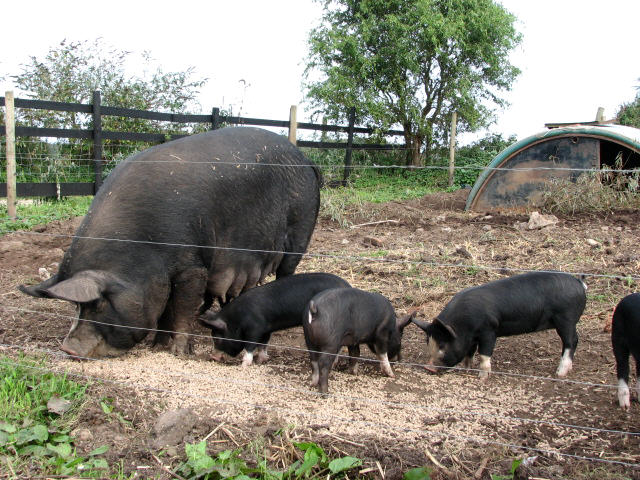
Berkshire varkens

De berkshire is een oud Engels varkenras. Van oorsprong komt dit varken uit de regio Faringdon en Wantage, in het toenmalige graafschap Berkshire, wat nu Oxfordshire is.
Het ras is bekend om het goede vlees, maar heeft een gemiddelde vruchtbaarheid. Daarom worden de varkens met vruchtbaardere rassen gekruist. Hierdoor wordt de berkshire zeldzaam.
Het zijn middelgrote, zwarte varkens met witte poten en snuit.